# 한제유
한제유는 대한민국의 작곡가이다.

2018년 디지털 싱글 앨범 '너랑 벚꽃길 걸을 때'로 데뷔하였고, 연주 장르 앨범 발매와 함께 '단편 영화', '클래식 공연', '대중 공연' 등에서 음악감독, 작편곡가로 활동 중이다.
공식적인 개인 활동으로는 연주 앨범 발매를 이어오다, 2022년 하반기에 2번의 공연을 가졌다.
이하 음원 사이트 소개 中
'한제유는 일상의 순간들을 세세하고 노련한 작법으로 풀어내 차분한 듯 요동치는 감정선을 표현하며, 깊은 서정성을 띠는 작곡가다. 기승전결이 확실한 음악보다는 흐름을 중시하여 테마성이 짙은 것이 특징이며, 그의 음악은 음악만으로 영상을 그려지게 하는 힘이 있다.'

## 음반
| 앨범 | 앨범 제목           | 발매일     | 타이틀                                                 |
| ---- | ------------------- | ---------- | ------------------------------------------------------ |
| 싱글 | 너랑 벚꽃길 걸을 때 | 2018.04.16 | 너랑 벚꽃길 걸을 때                                    |
| 싱글 | 여름: 환상의        | 2020.07.23 | 여름: 환상의                                           |
| EP   | 젊은 날의 초상      | 2022.01.07 | 젊은 날의 초상                                         |
| EP   | 보편이라는 낭만     | 2022.12.16 | 당신의 하루에 대해 묻는 것, 나의 하루에 대해 답하는 것 |

## 영화
- <소꿉놀이> (2023) 음악감독

이은진 감독의 단편 영화 '소꿉놀이'의 음악감독을 맡았으며, '소꿉놀이'는 Asian American International film festival(AAIFF)의 official program으로 선정됨과 더불어, LA, 시카고, 뉴욕, 파리, 토론토, 스코틀랜드, 체코, 바르셀로나, 베를린, 암스테르담 등의 독립단편영화제 프로그램에서 총 24번의 수상 및 노미네이션을 기록하였다.

## 방송
| 연도   | 방송사 | 제목          | 비고     |
| 2022년 | Mnet   | NCT WORLD 2.0 | 제작지원 |
| ------ | ------ | ------------- | -------- |

## 공연
| 공연 제목     | 공연일     | 역할             |
| ------------- | ---------- | ---------------- |
| Fill the Mapo | 2022.11.13 | 기획, 연주, 편곡 |

```
'5명의 아티스트가 채워가는 마포' 라는 부제로 공연을 했으며, 기획, 연주, 편곡을 맡았다. 인터뷰 中 마포구 내 상대적으로 문화, 상업시설이 적은 곳을 선정하여 시민들에게 다양한 볼거리와 놀거리를 제공함과 동시에, 참여하는 아티스트들에게도 발전적이고 새로운 형태의 퍼포먼스 시도를 목표로, 하나의 주제만 보여지는 공연이 아닌 다양한 예술 분야를 한데 모아 일어나는 시너지를 경험하고 공유하고 싶었다고 전했다.
```

| 공연 제목      | 공연일     | 역할 |
| -------------- | ---------- | ---- |
| 이유 있는 하루 | 2022.12.24 | 연주 |

```
* <이유 있는 하루> (2022) 한제유의 첫 단독에 편곡 크레딧으로 오르는 편.
```

| 공연 제목                           | 공연일     | 역할 |
| ----------------------------------- | ---------- | ---- |
| 2023 대한민국해군 호국음악회 - 서울 | 2023.04.26 | 편곡 |

```
대한민국 해군 군악대의 정기 연주회 중 하나로 해당 연도에는 
박칼린
 이 예술감독을 맡았으며, 
한제유
는 
소향
, 하모나이즈, 서울시 소년소녀 합창단의 무대 편곡을 맡았다.
```

| 공연 제목                                      | 공연일     | 역할 |
| ---------------------------------------------- | ---------- | ---- |
| 국립민속국악원 몽골국립예술단 초청 합동공연 外 | 2023.09.08 | 편곡 |

```
* <국립민속국악원 몽골국립예술단 초청 합동공연> (2023) 한국, 몽골간에는 2015년 부터 문화교류협력을 통해 상호 방문 공연을 진행해왔으며, 2023년에 열린 
국립국악원
의 산하기관인 국립민속국악원과 몽골국립예술단의 초청 합동공연을 비롯하여, 충청남도문화예술회관, 서천문예의전당, 계룡문화예술의전당에서 열린 한국 하반기 4번의 공연에 편곡자로 참여하였다.
```

## 참여
|        | 앨범 제목       | 발매일     | 역할               |
| ------ | --------------- | ---------- | ------------------ |
| 윤준영 | 낭랑 27세       | 2022.09.13 | Engineer Assistant |
| 한요한 | Time Machine    | 2022.11.10 | Engineer Assistant |
| 김제훈 | 좋아해          | 2022.11.14 | Engineer Assistant |
| 윤준영 | Happy Christmas | 2022.12.14 | Engineer Assistant |
| 조현근 | Extra           | 2023.03.13 | Engineer Assistant |
| 윤준영 | 나의 여행       | 2023.07.14 | Engineer Assistant |
| 조현근 | 내가 있으니까   | 2023.07.17 | Engineer Assistant |

## 기타
- 음악들을 들어보면 알겠지만 전반적으로 서정성을 강하게 띤다. 대부분 곡에서 희망->아련, 회상 등으로 이어지는 감정선을 찾기 쉽다.
- NCT멤버들 전원이 출연하는 예능 버라이어티 NCT WORLD 2.0의 악보를 찾아 연주하는 게임 미션에서 악보를 만들고 편곡해준 작업자가 한제유다.
- [1]2022.02.07 JTBC News 엔딩곡으로 '젊은 날의 초상[2]'의 수록곡 '흑, 백[3]'이 삽입 되었다.